# Режим роботи свердловини
Режим роботи свердловини технологічний (рос. режим работы скважины технологический; англ. operating conditions of a well, нім. technologische Arbeitsweise f der Sonde) — сукупність параметрів роботи свердловини, які забезпечують її заданий дебіт. До таких параметрів фонтанної і газової свердловин належать вибійний тиск, тиск на гирлі, діаметр і довжина ліфтових труб, діаметр штуцера; газліфтної свердловини — крім названих, тиск і витрата запомповуваного газу; насосних свердловин — глибина опускання насоса і його параметри. На промислі періодично складають таблицю технологічних режимів роботи свердловин, якою регламентують їх роботу.
Види режимів роботи свердловини:
- режим відпомпування (рос. режим откачки; англ. pumping drive, pumping conditions; нім. Pumpenregime n) — режим роботи (експлуатації) штангово-насосної свердловини, який визначається поєднанням параметрів: діаметра насоса, довжини ходу полірованого (гирлового) штока і кількості подвійних ходів. Найкращими умовами Р.в. є такі, коли задана продуктивність свердловини забезпечується за найменшого діаметра насоса, максимальної довжини ходу полірованого штока і кількості подвійних ходів у межах регламентованої для даного конкретного верстата-качалки.
- режим розчиненого газу (рос. режим растворенного газа; англ. solution gas (dissolved gas, internal gas) drive; нім. Regime n des gelösten Gases) — режим, при якому нафта витісняється до свердловини під дією енергії розширення бульбашок газу, який переходить із розчинного стану у вільний (або, точніше, в оклюдований).